# Meniscium serratum
Meniscium serratum är en kärrbräkenväxtart som beskrevs av Antonio José Cavanilles. Meniscium serratum ingår i släktet Meniscium och familjen Thelypteridaceae. Inga underarter finns listade.